# Henri Lebesgue
Henri Léon Lebesgue [ɑ̃ʁiː leɔ̃ ləˈbɛg] (n. 28 iunie 1875, Beauvais, Picardie⁠(d), Franța – d. 26 iulie 1941, Paris, Franța sub ocupație nazistă) a fost un matematician francez, cunoscut pentru teoria integrării. Teoria lui Lebesgue privind integrarea a fost inițial publicată în disertația sa Intégrale, longueur, aire ("Integrală, lungime, arie"), La Universitatea din Nancy în 1902.